# Róbert Jež
Róbert Jež (10 de julio de 1981) es un futbolista eslovaco que actualmente juega para el Ekstraklasa club Górnik Zabrze como centrocampista.

## Carrera

### Club
Jež empezó a jugar fútbol en su club local FC Nitra. Su debut de equipo fue en la temporada 1999 –2000 pero en la siguiente temporada firma para Viktoria Plzeň de la Liga de Fútbol de la República Checa. En Viktoria jugó cinco temporadas, además pasó a préstamo de año medio para Marila Příbram en otoño 2004. En julio de 2005,  firme para Žilina donde gana la Super Liga de Eslovaquia dos veces. Clasificó con Žilina a la Liga de Campeones de la UEFA 2010-11 y jugó los 6 juegos de grupo.

### Internacional
Róbert el debut internacional entró segunda mitad de la Eslovaquia vs. Partido de Croacia el 16 de octubre de 2007. Puntúe su primer objetivo internacional en contra Liechtenstein el 19 de noviembre de 2008.

### Goles internacionales
| #  | Fecha                   | Local                                           | Adversario    | Puntuación | Resultado | Competición                      |
| -- | ----------------------- | ----------------------------------------------- | ------------- | ---------- | --------- | -------------------------------- |
| 1. | 19 de noviembre de 2008 | Štadión La vaina Bautizaňom, Žilina, Eslovaquia | Liechtenstein | 4 – 0      | 4–0       | Partido amistoso                 |
| 2. | 11 de febrero de 2009   | Makario Estadio, Nicosia, Chipre                | Chipre Cyprus | 3 – 1      | 3–2       | Chipre Torneo Internacional 2009 |
| 3. | 10 de agosto de 2011    | Hypo-#Arena, Klagenfurt, Austria                | Austria       | 0 – 2      | 1–2       | Partido amistoso                 |